# Ойт, Арне Александрович
Арне Александрович Ойт (эст. Arne Oit; 1928—1975) — эстонский советский композитор.
Автор многих эстрадных песен и пьес, завоевавших широкое признание.

## Биография
Родился 3 декабря 1928 года в Таллине.
В 1956 году окончил Таллинскую консерваторию по классу композиции X. Я. Эллера.
В 1947—1960 годах — участник инструментальных ансамблей в Таллине.
В 1951—1956 годах — артист Эстонской филармонии.
С 1960 года — инспектор эстрадного отделения Эстонской филармонии.
Умер 28 ноября 1975 года в Таллине.

## Награды
- Заслуженный деятель искусств ЭССР (1972).
- Республиканская премия ЭССР (1973).

## Память
- В 1979 году фирма «Мелодия» выпустила пластинку Арне Ойта (С60 12097).[1]